# Il re pastore
|  | Per a altres significats, vegeu «Il re pastore (desambiguació)». |

Il re pastore, K. 208, és una òpera en dos actes de Wolfgang Amadeus Mozart, amb llibret de Pietro Metastasio. S'estrenà al Palau de l'arquebisbe de Salzburg el 23 d'abril de 1775.	